# Odoardo Agnelli
Odoardo Agnelli (* 19. Oktober 1813 in Grottammare, Marken; † 24. September 1878 in Rom) war ein italienischer Geistlicher und Kurienbischof der römisch-katholischen Kirche.

## Leben
Odoardo Agnelli empfing am 23. September 1837 durch den Bischof von Ascoli Piceno, Gregorio Zelli OSB, das Sakrament der Priesterweihe. Im September 1875 wurde Agnelli von Papst Pius IX. zum Präsidenten der Päpstlichen Diplomatenakademie in Rom berufen.
Am 3. April 1876 ernannte ihn Papst Pius IX. zum Titularbischof von Troas. Der Erzbischof von Fermo, Filippo Kardinal de Angelis, spendete ihm am 9. Juli desselben Jahres die Bischofsweihe; Mitkonsekratoren waren der Bischof von Ripatransone, Francesco Alessandrini, und der Weihbischof in Fermo, Francesco Grassi Fonseca.